# فرهنك عباسي
فرهنگ عباسي هو معجم فارسي، لنائب الصدر محمد بن محمد رضا التبريزي.
الفه في 1225 هـ باسم الشاهزاده عباس ميرزاى وليعهد.